# Awner W. Less
Awner Werner Less (ur. 18 grudnia 1916 w Berlinie, zm. 7 stycznia 1987) – izraelski policjant przesłuchujący nazistowskiego zbrodniarza Adolfa Eichmanna.
Informacje z przeprowadzonych przez niego przesłuchań zostały opublikowane w książce Eichmann Interrogated.
W filmie Eichmann z 2007, w postać Lessa wcielił się Troy Garity.